# Aguenta Coração
Aguenta Coração é um filme brasileiro de 1983 escrito e dirigido por Reginaldo Farias.

## Sinopse
Três casais amigos têm sua vida mudada quando dois dos homens filmam, amadoristicamente e sem querer, um crime na rua e são chamados para trabalhar na TV. Ao mesmo tempo em que se desiludem da mídia, os casais começam a se afastar um do outro.

## Elenco
- Reginaldo Faria... João
- Christiane Torloni... Maria
- Osmar Prado... Ricardo
- Cristina Aché... Janete
- Jorge Botelho ... Cleto
- Milton Moraes
- Milton Gonçalves
- Lady Francisco ... Tutuca
- Irma Álvarez
- Raul Cortez
- Mila Moreira ... Márcia
- José Augusto Branco
- Roberto Bataglin
- Catarina Abdala
- Monique Evans
- Álvaro Freire
- Marcus Vinícius
- Expedito Barreira
- Paschoal Villaboim
- Cláudio Baltar
- Fernando Carvalho
- Cláudio d'Oliani
- Roberto Feinberg
- Goltschalik Fraga
- Gilda Guilhon